# Buckupiella
Buckupiella là một chi nhện trong họ Anyphaenidae.